# بکدورف (آلمان)
بکدورف (به آلمانی: Beckedorf) یک شهر در آلمان است که در شاومبورگ واقع شده‌است. بکدورف ۱٬۵۷۷ نفر جمعیت دارد.